# José Luiz Fláquer
José Luiz Fláquer (Itu, 1o de maio de 1854 - São Bernardo, 05 de dezembro de 1924) foi um político, professor e médico da antiga cidade de São Bernardo (SP). Filho de Zelinda Fláquer e Luís Pinto Fláquer, imigrante espanhol que veio ao Brasil perseguido pelo governo da rainha Isabel II, por ser republicano.
Foi casado com Elisa Meneses Fláquer, com quem teve sete filhos. Seu filho Antônio Fláquer foi prefeito de Santo André e deputado estadual em São Paulo. Seus irmãos Luiz Pinto Fláquer Júnior e Alfredo Luiz Fláquer foram intendentes e vereadores em São Bernardo. Faleceu em São Bernardo em 5 de dezembro de 1924.

## Atuação política
O senador Fláquer ou doutor Fláquer, como ficou conhecido, veio de Itu (SP) para a capital paulista, em 1868, afixando-se na então freguesia de São Bernardo. Formou-se médico e professor , tornando-se uma grande figura política do Grande ABC no Império e na primeira República, ao lado do irmão, Alfredo Luiz Fláquer, do coronel Oliveira Lima e do prefeito Saladino Franco. Foi um dos principais responsáveis pela elevação de São Bernardo de freguesia (distrito) da cidade de São Paulo a um município emancipado, em 1889.
Em 1880, quando o Partido Republicano Paulista (PRP) disputou pela primeira vez a eleição municipal na capital paulista, obteve uma suplência. Nesse mesmo ano, tornou-se o primeiro juiz de paz de São Bernardo pelos republicanos. Exerceu os cargos de deputado federal  e de deputado estadual paulista em várias legislaturas do Congresso Legislativo do Estado de São Paulo, assim como senador estadual eleito em 1910 e 1919 pelo PRP.

## Atuação como médico
Foi contratado para prestar serviços médicos aos empregados da companhia inglesa que administrava a São Paulo Railway (depois Estrada de Ferro Santos-Jundiaí). Exerceu também a função de professor e, como médico, passou a atender de graça a pacientes carentes, o que lhe valeu grande popularidade. Pelos serviços prestados durante a epidemia de varíola que em 1881 dizimou grande parte da população da região, o governo imperial agraciou-o com uma comenda imperial, que no entanto recusou, alegando não só suas convicções republicanas, como também o fato de ter cumprido seu dever profissional, e, portanto não merecer recompensas.

## Homenagens
Em sua homenagem a antiga Rua do Teatro da cidade de Santo André recebeu o nome de rua Senador Flaquer, hoje importante centro financeiro e comercial desta cidade. Em São Bernardo do Campo, uma importante e antiga rua também recebe seu nome, a rua Doutor Fláquer, na região central da cidade. Um busto em bronze representando o Senador Fláquer está localizado na praça Embaixador Pedro de Toledo, em um dos acessos da rua Coronel Oliveira Lima, em Santo André.